# Chrysler Imperial Parade Phaeton
Три автомобиля Chrysler Imperial Parade Phaeton в кузове фаэтон были выпущены в 1952 году компанией Chrysler для участия в различных церемониях. Дизайн автомобилей был разработан Вирджилом Экснером и во многом предшествовал новому стилю «Forward Look», появившемуся позже, в 1955 году, который был представлен новой отдельной маркой автомобилей Imperial и другими полноразмерными моделями Chrysler.

## Описание
Автомобили были построены на удлинённой платформе (до 3746,5 мм) от лимузина Crown Imperial 1952 года, и имели полностью изготовленные на заказ кузова, за исключением некоторых элементов от Империал 1951 года, а именно решётки радиатора, переднего и заднего бамперов. Уникальными для модели стали как кузов фаэтон, так и два отсека салона и два ветровых стекла, для переднего и заднего ряда сидений. Боковые окна отсутствовали, и лёгкая крыша накрывала только заднюю часть. Задние двери открывались против хода машины и не имели никаких ручек снаружи.

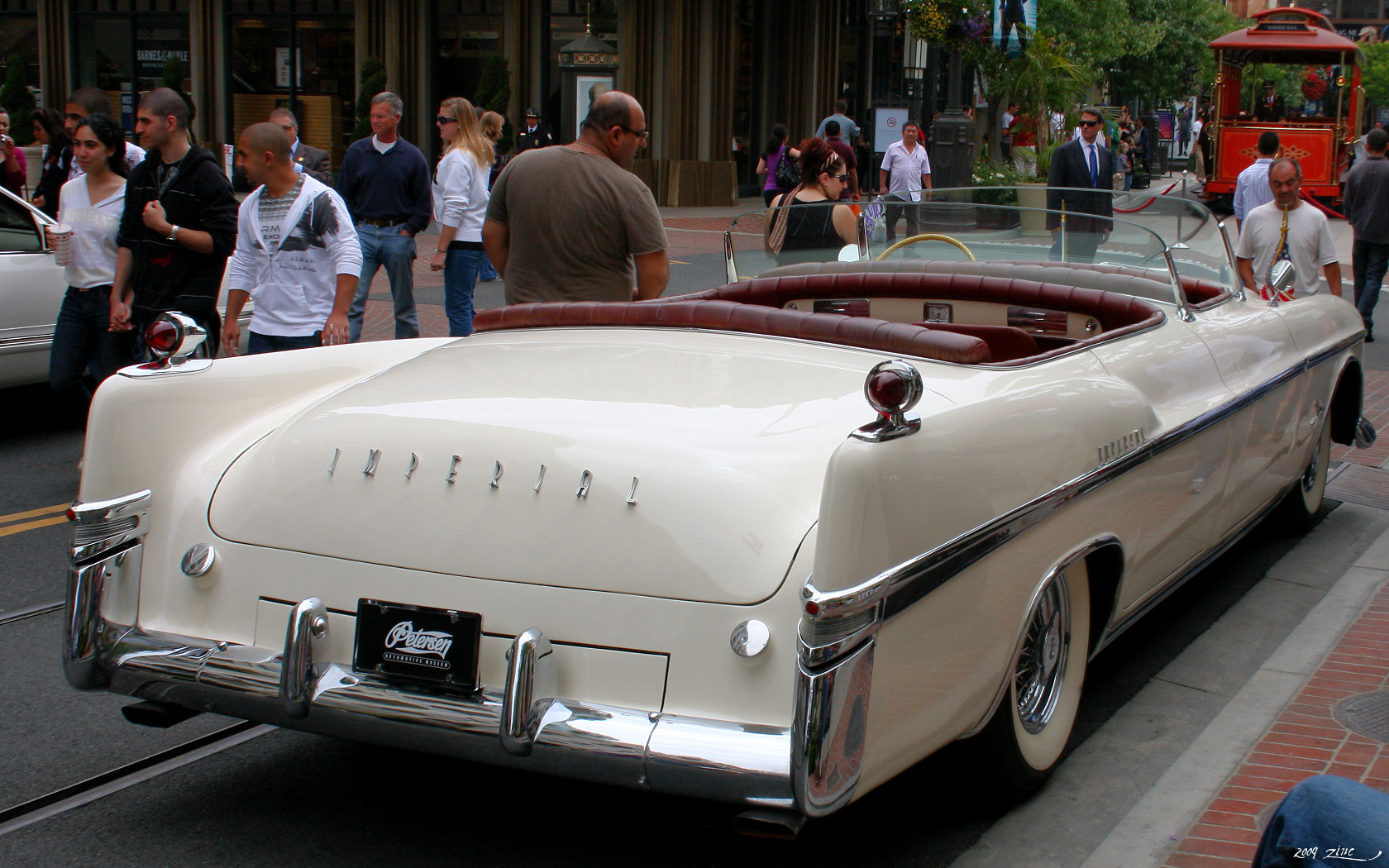
«Детройтский» Parade Phaeton, вид сзади

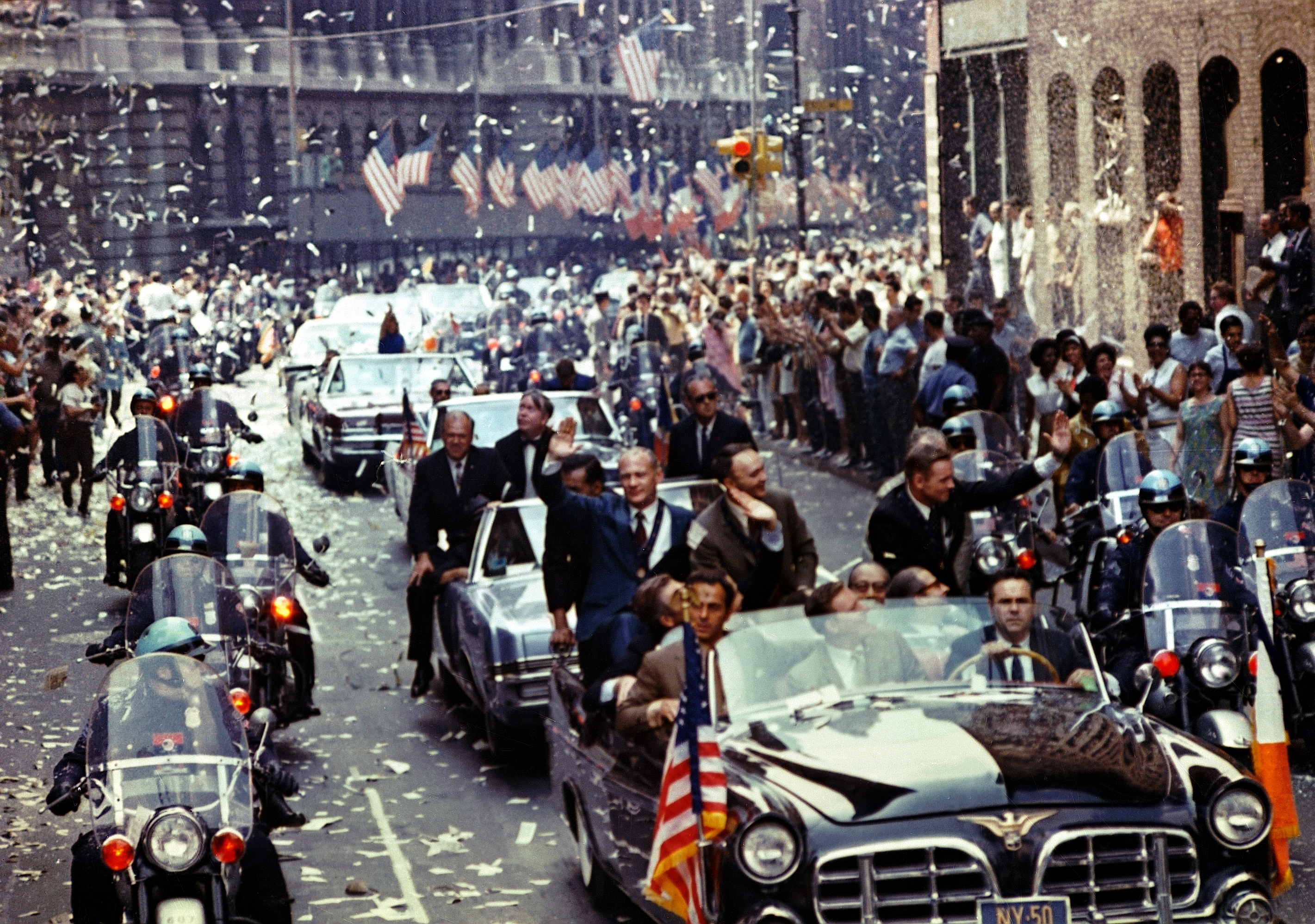
Парад в Нью-Йорке, 11 августа 1969 года

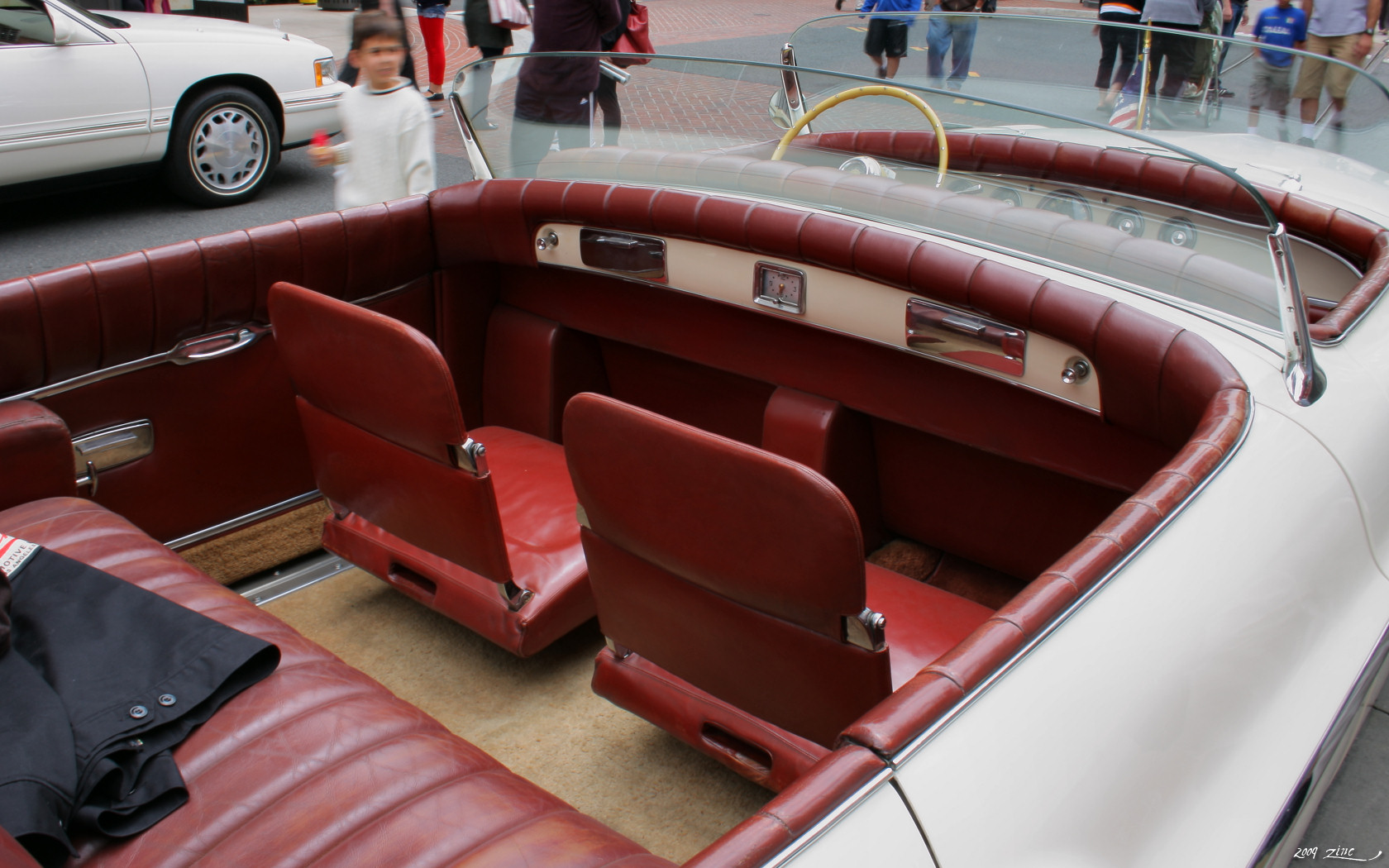
Разделённый красный кожаный салон

Несмотря на специально изготовленный кузов, техническая часть была стандартной, как и на других топовых моделях Chrysler того времени. На автомобили устанавливался двигатель V8, FirePower объёмом 5,42 литра, автоматическая трансмиссия с гидротрансформатором и усилителем руля.
Всего было построено три автомобиля. Один для Нью-Йорка, второй для Лос-Анджелеса, а третий собирались подарить Белому дому, однако подарок был отклонён, так как Белому дому не было разрешено получать подарки. Поэтому, третий автомобиль стал базироваться в Детройте и использовался по всей стране. Собственником автомобилей оставался Chrysler, он же их и обслуживал.
После трёх лет службы, в 1955 году, автомобили вернулись на завод для обновления одновременно с новыми моделями Империал 1956 года, в чьём виде они продолжают существовать и поныне. Были обновлены передний и задний бампера, решётка радиатора. На двигателях стали устанавливаться четырёхкамерные карбюраторы, появилась полностью автоматическая трансмиссия Powerflite. Также на автомобилях была обновлена покраска. После восстановления автомобили вернулись в свои города.
Возрождение этой модели произошло в 1997 году как концепт-кара, который назывался Chrysler Phaeton.

## Нью-Йорк
Автомобиль для Нью-Йорка сначала был окрашен в чёрный цвет и имел серый интерьер. В 1955 году его перекрасили в белый, а салон стал красным. Кузов стал снова чёрным перед парадом 11 августа 1969 года, посвященным программе Аполлон. Автомобиль остается в собственности города Нью-Йорк, и восстанавливался в начале 1980-х годов. Кузов снова был окрашен в чёрный цвет, и был сохранён красный интерьер.
Фаэтон до сих пор частично используется для официальных парадов и церемоний. На своём борту он провозил многих высокопоставленных лиц, знаменитостей и выдающихся людей, включая астронавтов Аполлон-11.

## Лос-Анджелес
Автомобиль для Лос-Анджелеса был окрашен в кремовый цвет и имел розовый интерьер. Впервые он был использован на Параде роз в 1953 году. Впоследствии он привлекался по всему западному побережью. В 1955 году автомобиль был перекрашен в серебряно-синий металлик и получил белый интерьер. В таком виде его можно увидеть в бродвейском мюзикле 1959 года, который называется Li’l Abner. Позже он прошел реставрацию и был покрашен в белый цвет, сохранив белый интерьер, который затем был заменен на красный кожаный. Автомобиль до сих пор находится в собственности города Лос-Анджелес и участвует в официальных парадах и торжествах.
Этот автомобиль был показан в фильме 1987 года Убийство режиссёра Чарльза Бронсона. Также он появился в фильме 1960 года Cinderfella, режиссёр Джерри Льюис.

## Детройт
Автомобиль для Детройта изначально был окрашен в зелёный металлик, имел кожаный интерьер, и использовался на мероприятиях по всей стране. Он был перекрашен в пустынный песочный цвет с красным интерьером при обновлении в 1955 году. Этот фаэтон был продан и оказался в частных руках, став на некоторое время частью коллекции Пола Стерна, перед тем, как был продан в коллекцию Imperial Palace в Лас-Вегасе, где он экспонировался на протяжении многих лет. В 2001 году, автомобиль был продан Роберту Петерсену и сейчас находится в автомобильном музее Петерсена в Лос-Анджелесе. В данный момент автомобиль имеет белый кузов и красный салон.